# Tổ chức Dân tộc Mã Lai Thống nhất
Tổ chức Dân tộc Mã Lai Thống nhất (UMNO; tiếng Mã Lai: Pertubuhan Kebangsaan Melayu Bersatu) là chính đảng lớn nhất của Malaysia. Đây là một thành viên sáng lập của Liên minh Mặt trận Dân tộc, và tiền thân là Liên minh, thống trị chính trị Malaysia kể từ khi độc lập cho tới kỳ tổng tuyển cử 2018. Hầu hết các thủ tướng của Malaysia kể từ khi độc lập cho tới này đều là thành viên UMNO. Thắng lợi của Liên minh Pakatan Harapan, do cựu Thủ tướng Mahathir Mohamad dẫn đầu năm 2018 đánh dấu thất bại nặng nề của đảng này. Sau khi Mahathir từ nhiệm năm 2020, UMNO được giao 9 vị trí bộ trưởng trong nội các Muhyiddin mới thành lập.
UMNO nhấn mạnh nền tảng của mình là đấu tranh nhằm duy trì khát vọng của chủ nghĩa dân tộc Mã Lai và phẩm giá về dân tộc, tôn giáo và quốc gia. Đảng cũng mong muốn bảo hộ văn hóa Mã Lai với vị thế là văn hóa dân tộc và duy trì, bảo vệ và khuếch trương Hồi giáo.

## Lịch sử
Sau Chiến tranh thế giới thứ hai, người Anh trở lại Malaya và Liên hiệp Malaya được thành lập. Tuy nhiên, Liên hiệp gặp phải nhiều phản đối do khuôn khổ hiến pháp của thể chế bị cáo buộc là đe dọa đến chủ quyền của người Mã Lai đối với Malaya. Một loạt các hội nghị của người Mã Lai được tổ chức, mà đỉnh cao là việc hình thành đảng dân tộc chủ nghĩa trong tháng 5 năm 1946 tại Đại hội người Mã Lai lần thứ 3 tại Johor Bahru, với người lãnh đạo là Datuk Onn Jaafar. UMNO phản đối mạnh mẽ Liên hiệp Malaya, song ban đầu không tìm kiếm quyền lực chính trị. UMNO không có sự lựa chọn khi tiếp tục đóng vai trò hỗ trợ cho những người Anh cai trị. Người Anh hợp tác với các lãnh đạo UMNO và được trợ giúp để đánh bại nổi dậy cộng sản.
Năm 1949, sau khi Liên hiệp Malaya bị thay thế bằng Liên bang Malaya bán tự trị, UMNO chuyển trọng tâm sang chính trị và quản trị. Người Mã Lai tìm kiếm các quyền vốn có của mình do chính phủ của Malaya không công khai tuyên bố, kết quả là một tình thế hỗn loạn. Tuy nhiên, điều quyết định là cuộc đấu tranh của UMNO dường như không dựa trên chủng tộc, họ cũng đấu tranh cho các chủng tộc khác một khi họ dẫn dắt quốc gia.
Năm 1951, Onn Jaafar rời khỏi UMNO sau khi thất bại trong việc mở rộng tư cách đảng viên cho những người Malaysia phi Mã Lai để hình thành Đảng Độc lập Malaya (IMP). Tunku Abdul Rahman thay thế Dato' Onn trong vai trò Chủ tịch của UMNO. Cũng trong năm đó, Đảng Cấp tiến giành thắng lợi trong cuộc bầu cử đầu tiên tại Malaya, đó là bầu cử hội đồng đô thị George Town, yêu sách sáu trong số chín ghế. Tuy nhiên, trong năm sau, UMNO hình thành một thỏa thuận với Công hội người Hoa Malaya (MCA) nhằm tránh giành ghế với nhau trong bầu cử hội đồng đô thị Kuala Lumpur. UMNO và MCA cuối cùng giành được chín trong số 12 ghế, đè bẹp IMP. Sau một số thắng lợi khác trong các cuộc bầu cử hội đồng địa phương, liên minh được chính thức hóa với tên gọi "Liên Minh" vào năm 1954.
Năm 1954, các cuộc bầu cử cấp bang được tổ chức, Liên Minh giành được 226 trong tổng số 268 ghế trên toàn quốc. Trong cùng năm, Hội đồng Lập pháp Liên bang được hình thành với 100 ghế, 52 ghế trong đó được bầu cử và số còn lại do Cao ủy người Anh bổ nhiệm. Liên minh yêu cầu rằng 60 ghế được bầu, song người Anh không thay đổi dù Tunku đi máy bay sang Luân Đôn để thương lượng. Các cuộc bầu cử hội đồng được tổ chức vào năm 1955, và Liên minh (nay gồm có Đại hội người Ấn Malaya MIC) phát hành một bản tuyên ngôn nêu các mục tiêu của họ trong việc giành độc lập vào năm 1959, yêu cầu tối thiểu giáo dục tiểu học cho toàn bộ thiếu nhi, bảo hộ quyền của các quân chủ Mã Lai với vị thế là các quân chủ lập hiến, kết thúc tình trạng khẩn cấp Cộng sản, và cải cách dịch vụ công thông qua thuê nhiều người Malaya hơn thay vì người ngoại quốc. Khi kết quả được công bố, Liên Minh giành được 51 trong số 52 ghế được bầu, Tunku trở thành thủ hiến đầu tiên của Malaya.
Trong suốt giai đoạn này, Tình trạng khẩn cấp Malaya đang diễn ra, Quân Giải phóng Dân tộc Malaya (MRLA) được sự ủng hộ của Đảng Cộng sản Malaya (MCP) tiến hành các hoạt động đấu tranh vũ trang, với tuyên bố mục tiêu là kết thúc chủ nghĩa thực dân tại Malaya. Năm 1948, người Anh tuyên bố Đảng Cộng sản Malaya cùng một vài tổ chức chính trị tả khuynh khác là bất hợp pháp. Năm 1955, chính phủ Liên Minh cùng với Cao ủy người Anh tuyên bố một lệnh ân xá cho những người nổi dậy cộng sản đầu hàng. Các đại biểu của chính phủ Liên Minh cũng gặp các nhà lãnh đạo của Đảng Cộng sản Malaya nhằm giải quyết hòa bình xung đột, theo như bản tuyên ngôn của họ. Tổng Bí thư Đảng Cộng sản Malaya là Trần Bình kiên trì điều kiện tiên quyết để hạ vũ khí là Đảng Cộng sản Malaya phải được phép tham gia tuyển cử và được tuyên bố là một chính đảng hợp pháp. Tuy nhiên, Tunku từ chối những điều này, dẫn đến một thế bế tắc.
Năm 1956, Tunku lãnh đạo một nhóm gồm các nhà đàm phán đến Luân Đôn, gồm các chính trị gia trong Liên Minh và đại biểu của các quân chủ Mã Lai. Tại đây, họ đạt được một thỏa thuận với người Anh về độc lập, ngày độc lập được ấn định là 31 tháng 8 năm 1957 với điều kiện là một ủy ban độc lập được thiết lập nhằm soạn thảo một hiến pháp cho quốc gia. Chính phủ Liên Minh cũng được yêu cầu tranh tịch thu các tài sản của Anh và các nước khác tại Malaya. Một hiệp ước phòng thủ cũng được ký kết.
Ủy ban Reid được thành lập dưới sự lãnh đạo của William Reid nhằm soạn thảo hiến pháp. Mặc dù duy trì các khái niệm như chủ nghĩa liên bang và một chế độ quân chủ lập hiến, song hiến pháp đề xuất cũng bao gồm những điều khoản bảo hộ đặc quyền cho người Mã Lai, như hạn ngạch tham gia trong giáo dục đại học và dịch vụ công, và lập Hồi giáo làm tôn giáo chính thức của liên bang. Nó cũng lập tiếng Mã Lai là ngôn ngữ chính thức của quốc gia, song bảo vệ quyền được giáo dục bản ngữ bằng tiếng Hoa và Tamil. Mặc dù Tunku và các quân chủ Mã Lai yêu cầu Ủy ban Reid đảm bảo rằng "trong một Malaya độc lập mọi công dân nên được trao quyền lợi, đặc ân và cơ hội bình đẳng, và không cần thiết phân biệt đối xử dựa trên nền tảng chủng tộc và tín ngưỡng ," song các đặc ân cho người Mã Lai, trong đó có nhiều điều được UMNO hỗ trợ, được Ủy ban trích dẫn là cần thiết trong vai trò một hình thức của hành động quả quyết để rồi cuối cùng sẽ được loại bỏ. Những biện pháp này được bao hàm trong Điều 3, 152 và 153 của Hiến pháp.

### Độc lập

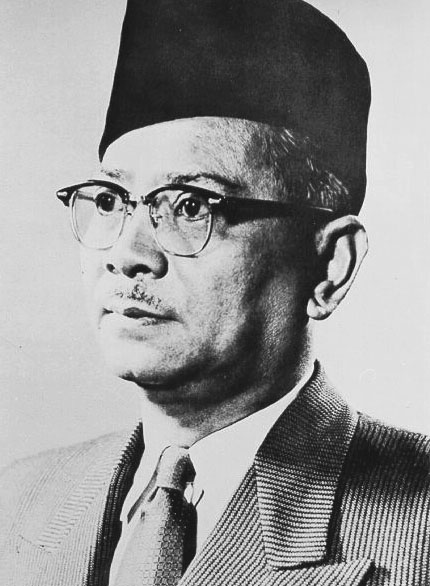
Tunku Abdul Rahman, thủ tướng đầu tiên của Malaya

Trong tổng tuyển cử đầu tiên của Malaya vào năm 1959, Liên Minh do UMNO đứng đầu chiến thắng với 51,8% số phiếu, giành 74 trong số 104 ghế, đủ đa số hai phần ba trong quốc hội, cho phép họ thành lập chính phủ và sửa đổi hiến pháp. Tuy nhiên, đối với Liên Minh, cuộc bầu cử bị hủy hoại do xung đột nội bộ khi nhà lãnh đạo của Công hội người Hoa Malaya là Lâm Thương Hựu yêu cầu đảng của ông phải được phép tranh cử 40 trong số 104 ghế. Khi Tunku từ chối điều này, nhiều người ủng hộ Lâm Thương Hựu từ chức, và tranh cử với tư cách ứng cử viên độc lập, khiến Liên Minh mất một số ghế.
Năm 1961, Tunku nêu lên ý tưởng hình thành "Malaysia" bao gồm cả Singapore, Sabah, Sarawak và Brunei, đương thời đều là thuộc địa của Anh. Nguyên nhân đằng sau đề xuất này là nhằm cho phép chính phủ trung ương kiểm soát và chống lại các hoạt động cộng sản, đặc biệt là tại Singapore. Sau nhiều đàm phán, một hiến pháp được ra đời với một số cải biến nhỏ, như các đặc ân cho người Mã Lai nay cũng được áp dụng cho toàn bộ "Bumiputra", một nhóm gồm người Mã Lai và các dân tộc bản địa khác của Malaysia. Sau các đàm phán trong tháng 7 năm 1963, một thỏa thuận đạt được là Malaysia sẽ ra đời vào ngày 31 tháng 8 năm 1963, gồm cả Singapore, Sabah và Sarawak. Brunei rút lui sau khi Parti Rakyat Brunei tổ chức nổi dậy vũ trang. Phản ánh thay đổi của quốc hiệu sang Malaysia, các đối tác trong liên minh của UMNO đổi tên thành Công hội người Hoa Malaysia và Đại hội người Ấn Malaysia. Một số chính đảng tại Malaysia cũng gia nhập Liên Minh, đặc biệt là tại Sarawak.
Trong bầu cử cấp bang tại Singapore năm 1963, Liên Minh quyết định thách thức sự cai trị của Đảng Hành động Nhân dân (PAP) của Lý Quang Diệu thông qua Đảng Liên minh Singapore. Các chính trị gia UMNO tích cực vận động tại Singapore cho Đảng Liên Minh Singapore, tranh luận rằng người Mã Lai Singapore bị đối xử như những công dân hạng hai dưới chính phủ của Đảng Hành động Nhân dân. Tất cả các ứng cử viên người Mã Lai được UMNO hỗ trợ đều thất cử trước các ứng cử viên của Đảng Hành động Nhân dân. Tổng Bí thư của UMNO là Syed Jaafar Albar đi đến Singapore để diễn thuyết trước người Mã Lai, và trong một cuộc tập hợp, ông gọi các chính trị gia là người Mã Lai trong Đảng Hành động Nhân dân là phi Hồi giáo và phản bội dân tộc Mã Lai, gây căng thẳng lớn trong quan hệ giữa hai đảng. Các chính trị gia trong Đảng Hành động Nhân dân nhìn nhận hành động này là một sự vi phạm thỏa thuận trước đó với nội dung UMNO không tranh cử tại Singapore và PAP không tranh cử tại Malaya, do vậy họ quyết định tranh cử tại đại lục trong tổng tuyển cử năm 1964, song chỉ giành được một ghế trong quốc hội. Căng thẳng trong quan hệ chủng tộc mang màu sắc chính trị dẫn đến các vụ náo loạn chủng tộc tại Singapore trong năm 1964.
Các nhà lãnh đạo Liên Minh cũng lo ngại trước thái độ của Lý Quang Diệu, họ cho rằng ông không thích hợp để làm thủ hiến một bang khi hành động như thủ tướng của một quốc gia có chủ quyền. Ngày 7 tháng 8 năm 1965, nhằm tránh đổ máu thêm, Thủ tướng Tunku Abdul Rahman khuyến nghị Quốc hội Malaysia rằng nên trục xuất Singapore khỏi liên bang. Bất chấp các nỗ lực của Đảng Hành động Nhân dân, Quốc hội Malaysia vào ngày 9 tháng 8 năm 1965 bỏ phiếu ủng hộ việc trục xuất Singapore.

### Hậu phân tách
Sau khi tách Singapore khỏi Liên bang, các lãnh đạo Liên Minh tập trung vào duy trì các chính sách của họ. Đối với ngôn ngữ Mã Lai, UMNO tìm cách giảm bớt sự lệ thuộc vào tiếng Anh trong các công việc chính phủ. Trong vấn đề này, họ được sự ủng hộ của Đảng Hồi giáo Liên Malaysia. Tuy nhiên, chi nhánh Malaysia của Đảng Hành động Nhân dân mà nay trở thành Đảng Hành động Dân chủ (DAP) có lập trường phản đối rất mãnh liệt động thái này. Năm 1968, Đảng Phong trào Dân chính Malaysia hay Gerakan mới thành lập tham gia với DAP.
Các vấn đề lên đến một đỉnh cao trong tổng tuyển cử năm 1959, khi kết thúc bỏ phiếu tại Tây Malaysia vào ngày 10 tháng 5, kết quả cho thấy Liên Minh giành được ít hơn một nửa số phiếu phổ thông, song vẫn đảm bảo 66 trong số 104 ghế tại Quốc hội. Phần lớn thất bại đến từ Công hội người Hoa Malaysia, do đó lại gây căng thẳng giữa hai đảng. Tuy nhiên, Liên Minh thất bại lớn hơn ở cấp bang, mất kiểm soát Kelantan, Perak, và Penang.
Yang di-Pertuan Agong tuyên bố một tình trạng khẩn cấp quốc gia sau khi được chính phủ khuyến nghị. Quốc hội bị đình chỉ, một Hội đồng Điều hành Quốc gia nằm dưới quyền lãnh đạo của Phó thủ tướng Tun Abdul Razak thuộc UMNO tiếp quản chính phủ. Bỏ phiếu tiếp theo tại Đông Malaysia trong khuôn khổ tổng tuyển cử bị trì hoãn vô thời hạn. Dù Tunku là thủ tướng trong nội các, song vai trò của ông phần lớn mang tính tượng trưng, trong khi Tun Razak đảm nhiệm vai trò thủ lĩnh hành pháp. Các cuộc bầu cử bị đình chỉ tại Đông Malaysia được tổ chức vào năm 1970, chính phủ Liên Minh giành được đa số quá hai phần ba trong Quốc hội. Ngày 31 tháng 8 năm đó, Tunku tuyên bố tư tưởng quốc gia—Rukunegara—và kế hoạch của từ chức thủ tướng của ông để ủng hộ Tun Razak. Ông cũng phát biểu Quốc hội sẽ được khôi phục vào năm sau.

### Chính sách kinh tế mới
Sau khi Tun Razak kế nhiệm Tunku vào năm 1970, ông bắt đầu khẳng định mạnh mẽ hơn vị thế lãnh đạo của UMNO trong Liên Minh. Khi Tunku lãnh đạo Liên Minh, ông luôn tham khảo ý kiến các nhà lãnh đạo khác về chính sách, và nếu một lãnh đạo trong Liên Minh phản đối thì chính sách không được thông qua. Dưới thời Tun Razak, UMNO là cơ sở của Liên Minh và chính phủ. Hội đồng Điều hành Quốc gia do ông lãnh đạo cho đến khi Quốc hội tái triệu tập gồm có bảy người Mã Lai, 1 người Hoa, và 1 người Ấn.
Chính phủ Tun Razak công bố chính sách kinh tế mới (NEP) vào năm 1971, mục tiêu theo như tuyên bố là nhằm "chung cuộc tiệt trừ nghèo khổ... bất kể chủng tộc" thông qua một "kinh tế phát triển nhanh chóng" trong đó nhấn mạnh vào việc tăng tỷ lệ của người Mã Lai trong kinh tế quốc dân đến một tỷ lệ hợp lý giữa toàn bộ các chủng tộc. NEP đặt mục tiêu người Mã Lai nắm giữ 30% kinh tế đến năm 1990. Hạn ngạch trong giáo dục và dịch vụ công được mở rộng theo NEP, từ năm 1969 đến năm 1973, 98% toàn bộ nhân viên mới của chính phủ là người Mã Lai. Năm đại học mới được mở cửa dưới thời NEP, hai trong số đó có mục tiêu tập trung vào những công dân Mã Lai và Hồi giáo nghèo.
Tun Razak cũng bắt đầu củng cố chính phủ bằng cách đưa một số đảng đối lập cũ vào Liên Minh, như Gerakan, PPP, PAS, và một số đảng đối lập cũ khác tại Đông Malaysia, Liên Minh đổi tên thành Mặt trận Dân tộc. Mặt trận Dân tộc chính thức đăng ký với vị thế một tổ chức vào năm 1974, cùng năm diễn ra một tổng tuyển cử. Xảy ra nhiều xung đột nội bộ trong Mặt trận Dân tộc liên quan đến bầu cử; năm 1973, Lâm Kích Ích và một số người ủng hộ lập trước thân Trung Quốc của ông rời Công hội người Hoa Malaysia để gia nhập Gerakan. Điều này góp phần vào xung đột nội bộ do Công hội người Hoa Malaysia không còn là đại diện duy nhất cho lợi ích của người Hoa trong Mặt trận Dân tộc.
Bất mãn trong các tổ chức sinh viên trong các đại học của Malaysia sớm đặt ra một vấn đề mới với chính phủ do UMNO lãnh đạo. Phong trào sinh viên chịu ảnh hưởng của tình cảm phi chính phủ, và Mahathir trong cương vị Bộ trưởng Bộ Giáo dục ban hành một cảnh báo nghiêm khắc cho sinh viên các đại học cùng giảng viên không tham dự vào chính trị. Tuy nhiên, các cuộc tuần hành lớn của sinh viên được tổ chức trong tháng 12 năm 1974, hầu hết những người tuần hành thuộc dân tộc Mã Lai, và các lãnh đạo của họ bao gồm cả Anwar Ibrahim bị tống giam theo Luật An ninh Nội địa. Năm 1975, Quốc hội thông qua các tu chính án và đạo luật mà theo đó cấm chỉ sinh viên biểu thị ủng hộ hoặc nắm giữ vị trí trong bất kỳ chính đảng hoặc thương hội nào mà không được phó hiệu trưởng chấp thuận bằng văn bản.
Mặt trận Dân tộc cũng gặp thử thách tại Sarawak sau bầu cử năm 1974, trong đó Đảng Dân tộc Sarawak (SNAP) dưới quyền lãnh đạo của Hoàng Kim Minh và Đảng Hành động Dân chủ đều giữ chín ghế. SNAP vận động chống Mặt trận Dân tộc dựa trên nền tảng phản đối chính sách thân Mã Lai của thủ hiến Abdul Rahman Ya'akub, Sau khi kết quả bầu cử được công bố, Abdul Rahman ra lệnh bắt giam Hoàng Kim Minh theo Đạo luật Phản loạn, SNAP bầu một thủ lĩnh mới là Leo Moggie và người này đảm bảo việc phóng thích Hoàng Kim Huy và SNAP tham gia Mặt trận Dân tộc vào năm 1976. Tại Sabah, Liên Minh và sau đó là Mặt trận Dân tộc kiểm soát chính phủ bang thông qua Tổ chức Dân tộc Sabah Thống nhất (USNO), tổ chức này ủng hộ mạnh mẽ chính sách thân Mã Lai và thân Hồi giáo của UMNO. Năm 1973, Hồi giáo được lập làm tôn giáo chính thức của Sabah (tôn giáo chính thức của Sabah nguyên là Cơ Đốc giáo, điều này được phép theo thỏa thuận ký trước khi hợp nhất), và việc sử dụng tiếng Mã Lai được thúc đẩy.

### UMNO Mới

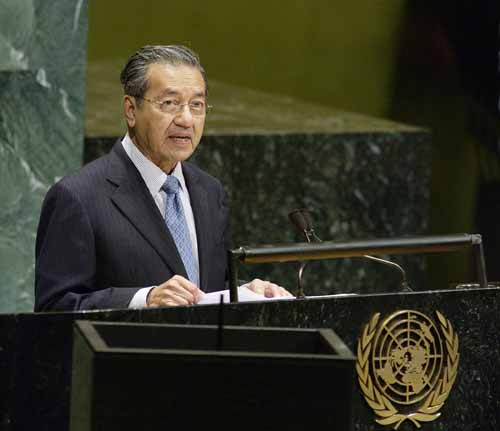
Mahathir Mohamad

Ngày 24 tháng 4 năm 1987, UMNO tổ chức đại hội thường niên và bầu cử đảng, thủ tướng và chủ tịch đảng đương nhiệm là Mahathir Mohamad đối diện với bầu cử cạnh tranh đầu tiên trong đảng trong 12 năm. Chính kiến của người Mã Lai, đặc biệt là của UMNO trải qua một biến đổi lớn trong vài năm đầu dưới thời Mahathir, và chức chủ tịch đảng bị thách thức lần thứ nhì trong 41 năm.
Cuộc tranh cử năm 1987 có khác biệt lớn, Mahathir bị phản đối từ cựu Bộ trưởng Tài chính Tengku Razaleigh Hamzah đang rất được ủng hộ. Truyền thông đề cập Mahathir và những người ủng hộ ông là Đội A, và phe của Razaleigh là Đội B. Đội B gồm Phó Thủ tướng đương thời là Tun Musa Hitam, người cũng là Phó chủ tịch đương nhiệm của UMNO và đang tìm cách tái đắc cử, cũng như Datuk Suhaimi Kamaruddin, cựu lãnh đạo của Đoàn Thanh niên UMNO. Đội B chỉ trích các chính sách của Mahathir, cho rằng Chính sách kinh tế mới (NEP) thất bại trong việc mang lại lợi ích cho người Mã Lai nghèo. Họ cũng chỉ trích phong cách lãnh đạo của Mahathir, cho rằng ông hành động đơn phương mà không tham khảo ý kiến những nhà lãnh đạo khác của UMNO và Mặt trận Dân tộc. Đội B cũng được cho là ít tính Hồi giáo hơn so với phe của Mahathir. Mahathir tuyên bố rằng các cáo buộc chống lại mình là vô căn cứ, và cho rằng các đối thủ của ông đã bẻ gãy sự thống nhất Mã Lai và chỉ có động cơ là lòng tham.
Cuối cùng, Mahathir tái đắc cử, song với đa số nhỏ (761 so với 718 phiếu), những người ủng hộ Đội B nghi ngờ về tính chính xác của kết quả. Ứng cử viên của Đội B cho chức Phó Chủ tịch là Musa Hitam cũng thất bại trước Ghafar Baba của Đội A. Hội đồng Tối cao của Tổ chức gồm 16 ứng cử viên của Đội A và 9 ứng cử viên của Đội B. Razaleigh cam kết ủng hộ Mahathir với điều kiện không được phát động một "cuộc săn đuổi". Tuy nhiên, Mahathir nhanh chóng thanh lọc nội các toàn bộ các thành viên của Đội B, và phát động các cải tổ tương tự trong chính phủ cấp bang và địa phương.
Ngày 25 tháng 6 năm 1987, 12 đại biểu của UMNO đệ trình một bản chống án và cuộc bầu cử tháng 4 năm 1987 được tuyên bố là vô hiệu. Sau khi Hussain bin Manap rút lui trong tháng 8 thì những nguyên đơn còn lại được gọi là "UMNO 11." Mặc dù Razaleigh và Musa Hitam không nằm trong số các nguyên đơn song Razaleigh được nhiều người tin là tài trợ. Sau một loạt các buổi điều trần tạm thời, Thẩm phán Harun Hashim tạo Tòa Tối cao Kuala Lumpur phán quyết rằng theo luật hiện hành ông không có lựa chọn nào khác ngoài việc tuyên bố UMNO là một đoàn thể bất hợp pháp do sự tồn tại của một số nhánh không đăng ký —một hành động phi pháp theo Đạo luật Đoàn thể năm 1966.
Tunku thành lập một đảng mới mang tên UMNO Malaysia, tuyên bố kế thừa UMNO cũ. UMNO Malaysia nhận được sự ủng hộ chủ yếu của các thành viên trong Đội B từ UMNO, song Mahathir cũng được mời vào ban lãnh đạo. Tuy nhiên, đảng này sụp đổ sau khi bị từ chối đăng ký với vị thế một đoàn thể. Mahathir thể hiện không quan tâm đến phục hồi UMNO, thay vào đó ông thiết lập một đảng thay thế mới, và theo chiều hướng này ông đăng ký một đảng mang tên chính thức là Pertubuhan Kebangsaan Melayu Bersatu (Baru) hoặc UMNO (Mới) một tuần sau khi UMNO Malaysia bị từ chối cho đăng ký. Cuối cùng, hậu tố "(Mới)" bị loại bỏ, và UMNO (Baru) trở thành cơ cấu kế thừa trên pháp lý và trên thực tế của UMNO. Tuy nhiên, hầu hết lãnh đạo của tổ chức được chọn từ Đội A của UMNO cũ, còn Đội B bị bỏ qua.
Năm 2003, Mahathir thôi giữ chức Chủ tịch UMNO và kế nhiệm là người được ông chỉ định Abdullah Ahmad Badawi, người này cũng trở thành thủ tướng mới. Najib Razak, trở thành phó chủ tịch của đảng.
Trong tổng tuyển cử lần thứ 11 vào năm 2004, Mặt trận Dân tộc dưới quyền lãnh đạo của Abdullah giành được đại thắng. Tuy nhiên, trong tổng tuyển cử lần thứ 12 vào năm 2008, liên minh lần đầu tiên mất đa số hai phần ba trong Quốc hội. UMNO để mất chức thủ hiến tại Selangor, Perak và Kedah. Do vậy, Abdullah tức chức Chủ tịch UMNO và thủ tướng, người kế nhiệm là Najib Razak.
Dưới thời Najib, UMNO giành thêm được chín ghế trong Tổng tuyển cử lần thứ 13 trong khi Mặt trận Dân tộc bị mất 7 ghế.